# Metacatharsius lomii
Metacatharsius lomii là một loài bọ cánh cứng trong họ Bọ hung (Scarabaeidae).